# Мелия (нимфа)
Мелия в древногръцката митология е нимфа-мелиада. Тя е единствената спомената мелиада.
Мелия и нейния брат-речният бог Инах били родители на Фороней, който жителите на Аргос считали за изобретател на огъня. Други техни деца са Ио и Егиалей. Според Аполодор тя е майка от Посейдон на Амик, а от Силен на един от най-известните кентаври Фол.